# Footloose (chanson)
Pour les articles homonymes, voir Footloose.
Singles de Kenny Loggins
Welcome to Heartlight
(1983) I'm Free (Heaven Helps the Man)
(1984)
Footloose est une chanson interprétée par le chanteur de rock américain Kenny Loggins, qu'il a écrite et composée avec Dean Pitchford. Sortie en single en janvier 1984, elle est extraite de la bande originale du film Footloose.
Elle connaît un succès international et se classe en tête des ventes aux États-Unis, au Canada en Australie et en Nouvelle-Zélande.

## Distinctions
La chanson et son interprète ont été nommés plusieurs fois en 1985 : Grammy Award du meilleur chanteur pop, Golden Globe de la meilleure chanson originale et Oscar de la meilleure chanson originale,,.
En mars 2018 la chanson est inscrite au Registre national des enregistrements (National Recording Registry) par la Bibliothèque du Congrès des États-Unis

## Liste des titres
- 45 tours
  1. Footloose - 3:46
  2. Swear Your Love - 3:56

- Maxi 45 tours
  1. Footloose - 3:46
  2. Swear Your Love - 3:56
  3. Whenever I Call You Friend (avec Stevie Nicks) - 3:46
  4. What a Fool Believes - 3:40
  5. Celebrate Me Home - 4:44

## Classements hebdomadaires
| Classement (1984)                      | Meilleure position |
| -------------------------------------- | ------------------ |
| Allemagne (GfK Entertainment)          | 4                  |
| Australie (Kent Music Report)          | 1                  |
| Autriche (Ö3 Austria Top 40)           | 8                  |
| Belgique (Flandre Ultratop 50 Singles) | 27                 |
| Canada (RPM 100 Singles)               | 1                  |
| États-Unis (Billboard Hot 100)         | 1                  |
| France (IFOP)                          | 4                  |
| Irlande (IRMA)                         | 4                  |
| Italie (FIMI)                          | 17                 |
| Nouvelle-Zélande (RMNZ)                | 1                  |
| Royaume-Uni (UK Singles Chart)         | 6                  |
| Suisse (Schweizer Hitparade)           | 4                  |

## Certifications
| Pays                    | Certification | Date       | Unités certifiées |
| ----------------------- | ------------- | ---------- | ----------------- |
| Allemagne (BVMI)        | Or            | 2023       | 250 000           |
| Canada (Music Canada)   | Platine       | 01/08/1984 | 100 000           |
| Danemark (IFPI Danmark) | Platine       | 11/2022    | 90 000            |
| Espagne (Promusicae)    | Or            | 01/2024    | 30 000            |
| États-Unis (RIAA)       | Platine       | 17/01/1990 | 1 000 000         |
| Italie (FIMI)           | Or            | 2019       | 25 000            |
| Royaume-Uni (BPI)       | 3 × Platine   | 20/09/2024 | 1 800 000         |

## Reprise par Blake Shelton
Le titre est repris en 2011 par Blake Shelton sur la bande originale du remake Footloose réalisé par Craig Brewer.
Cette version se classe 63e dans le Billboard Hot 100 et devient disque d'or aux États-Unis,.